# Ormosia sericeolucida
Ormosia sericeolucida är en ärtväxtart som beskrevs av L.Chen. Ormosia sericeolucida ingår i släktet Ormosia och familjen ärtväxter. Inga underarter finns listade i Catalogue of Life.